# 钟家村站 (武汉地铁)
钟家村站位于中华人民共和国湖北省武汉市汉阳区，是武汉地铁4号线和6号线的地铁换乘车站。

## 车站结构
车站位于汉阳大道与鹦鹉大道交汇处，沿鹦鹉大道布置，出入口6座，风亭3组，总建筑面积为31155平方米。
2012年6月，为修建此车站而拆除了位于汉阳中心地区的钟家村人行天桥，引发很多市民留念。

### 楼层分布
| 地面     | 地面               | 出入口                                                            |  |  |
| 地下一层 | 站厅               | 售票机、客服中心、车站商圈、武漢通充值、洗手間 可通往中防地下商街 |  |  |
| 地下二层 |                    | █ 4号线 往柏林（汉阳火车站）                                      |  |  |
|          | 岛式站台，左侧开门 |                                                                   |  |  |
|          |                    | █ 6号线 往东风公司（马鹦路）                                      |  |  |
| 地下三层 |                    | █ 6号线 往新城十一路（琴台）                                      |  |  |
|          | 岛式站台，左侧开门 |                                                                   |  |  |
|          |                    | █ 4号线 往武汉火车站（拦江路）                                    |  |  |

### 同台换乘
4号线与6号线在本站的换乘方式为反向叠落式同台换乘，4号线往黄金口方向和6号线往东风公司方向站台位于车站地下二层；4号线往武汉火车站方向和6号线往金银湖公园方向站台位于车站地下三层，地下二层和地下三层亦有楼梯连接，换乘较为便捷。

### 车站特色
钟家村是武汉地铁网络中第三个同站台平行换乘站。本站还计划配备自动步道连接公交枢纽站以方便乘客转乘。
本站是4号线二期五个特色站之一，装修特色是“高山音韵”，以“高山流水觅知音”的传统典故为灵感，是地铁琴台站“流水”主题的姊妹篇。

### 車站出口
|                                                 |                                                                                       | |
|                                                 |                                                                                       | |
| 出口編號                                        | 設施                                                                                  | 建議前往的目的地 |
| A                                               |                                                                                       | 鸚鵡大道 漢陽大道、琴台大道、琴臺綠化廣場、閩東國際商業廣場、中防地鐵商街、中國農業銀行、交通銀行、琴臺社區                                     |
| B                                               |                                                                                       | 漢陽大道 鸚鵡大道、歸元寺路、鍾家村小學、漢商銀座知音站台、中防地鐵商街                                                                         |
| C                                               |                                                                                       | 漢陽大道 鸚鵡大道、武漢城市建築職業學校、武漢市漢陽區教師進修學校、武漢市鍾家村中學、歸元禪寺、保險大廈、中國建設銀行、宏陽大廈、翠微街白鶴社區 |
| D                                               |                                                                                       | 鸚鵡大道 西大街、武漢市第五醫院、鍾家村寄宿學校、漢陽茶市、中國工商銀行、中國銀行                                                               |
| E₁                                              |                                                                                       | 漢陽大道 鸚鵡大道、漢商銀座購物中心、中防地鐵商街                                                                                               |
| E₂                                              | 漢陽大道 鸚鵡大道、漢陽公園、紅色廣場、新世界百貨、中防地鐵商街、銅鑼灣廣場、都市蘭亭 | |
| 注： 設有升降機 \| 設有輪椅升降台 \| 設有洗手間 |                                                                                       | |

## 运营信息
- 4号线首末班车时间
- 6号线首末班车时间

## 邻近地区
归元禅寺、武汉市第五医院、钟家村小学、新世界汉阳店、汉商银座购物广场、家乐福钟家村店、沃尔玛钟家村店、西大街、汉阳公园等。

### 内部链接
- 武汉地铁车站列表